# دوسلدورف
دوسلدورف (به آلمانی: Düsseldorf) () شهری است در آلمان، این شهر مرکز ایالت نوردراین-وستفالن است.
این شهر واقع در کنار رود راین با ۶۳۲٬۸۶۷ نفر جمعیت در تاریخ ۳۰ ژوئن ۲۰۲۴ پس از کلن، دومین شهر بزرگ ایالت و هفتمین شهر بزرگ در آلمان محسوب می‌شود. دوسلدورف مساحتی معادل ۲۱۷٫۴۱ کیلومتر مربع دارد و با ۲٬۹۱۰ نفر جمعیت در هر کیلومتر مربع، یکی از متراکم‌ترین شهرهای آلمان است. این شهر بخشی از منطقه کلان‌شهری راین-رور با حدود ۱۰٫۲ میلیون نفر و منطقه کلان‌شهری راینلند با ۸٫۷ میلیون نفر جمعیت است و در هسته منطقه اقتصادی مرکزی اروپا قرار دارد. این کلان‌شهر یکی از پنج مرکز اقتصادی مهم و بین‌المللی آلمان است و جایگاه مالی و بورس مهمی دارد.
دوسلدورف به خاطر قدیمی‌ترین قسمت شهرش (که به عنوان «طولانی‌ترین بار دنیا» شناخته می‌شود)، بلوار خرید کونیگس آله، مرکز مد لباس و کارناوال دوسلدورف شهرت دارد.
همچنین، این شهر به خاطر تعداد زیاد ساکنان شرق آسیایی، از جمله جامعه ژاپنی که بیش از ۸۴۰۰ نفر جمعیت دارد و ناحیه سکونت و تجارت آن در مرکز شهر، که تنها محلهٔ ژاپنی‌های آلمان را تشکیل می‌دهد، شناخته می‌شود.

## تاریخچه
شهر دوسلدورف در سال ۱۲۸۸میلادی، در محل تلاقی رود کوچک دوسل و رود راین تأسیس شد. این شهر از اواخر قرن چهاردهم تا اوایل قرن نوزدهم مقر حکومت امپراتوری مقدس روم و کنفدراسیون راین بود.
با تأسیس گالری نقاشی‌های دوسلدورف در سال ۱۷۰۹، که مجموعه‌ای هنری با پذیرش هنرمندان بین‌المللی داشت، یک سنت هنری و نمایشگاهی مهم در این شهر بنا گذاشته شد.
دوسلدورف از سال ۱۸۱۵ تحت حاکمیت پروس درآمد و از سال ۱۸۱۶ به عنوان مرکز حکومتی منطقهٔ دوسلدورف معرفی شد. از سال ۱۸۲۴ تا ۱۹۳۳، مجلس استانی راین در این شهر مستقر بود.
در دوران امپراتوری آلمان و همگام با پیشرفت صنعتی پر شتاب در آلمان، دوسلدورف نیز پیشرفت چشم‌گیری کرد و به «میز کار منطقه رور» معروف شد. جمعیت دوسلدورف در سال ۱۸۸۲ به بیش از صد هزار نفر رسید و نام خود را به عنوان یکی از شهرهای بزرگ و پرجمعیت آلمان ثبت کرد.
در سال ۱۹۴۶ و پس از تأسیس ایالت نوردراین-وستفالن، دوسلدورف به عنوان پایتخت این ایالت انتخاب شد.

#### جنگ جهانی اول
در جریان جنگ جهانی اول، سرویس هوایی نیروی دریایی بریتانیا (RNS) در ۲۲ سپتامبر ۱۹۱۴، اولین مأموریت‌های بمباران استراتژیک متفقین را با بمباران پایگاه‌های زپلین در دوسلدورف آغاز کرد.
جمهوری وایمار
در سال ۱۹۲۰ دوسلدورف به کانون اعتصاب سراسری موسوم به خیزش رور تبدیل شد که برای مقاومت در برابر کودتای کاپ شکل گرفته بود. در ۱۵ آوریل ۱۹۲۰، ۴۵ نماینده اتحادیهٔ کارگران معدن آلمان توسط فرای‌کور، گروهی شبه‌نظامی و ضد کمونیستی، ترور شدند.

#### دورهٔ نازی‌ها
پس از به قدرت رسیدن حزب ناسیونال سوسیالیست کارگران آلمان، در ۱۱ آوریل ۱۹۳۳ در شهر دوسلدورف اولین کتاب‌سوزان نازی‌ها توسط اتحادیه دانشجویی آلمان صورت گرفت. در این آتش‌سوزی، کتاب‌هایی از نویسندگان مختلف از جمله هاینریش هاینه سوزانده شد. فریدریش کارل فلوریان، فرمانده حزب نازی در دوسلدورف، به شدت از بنای یادبود آلبرت لئو شلاگتر در یادمان ملی شلاگتر که در سال ۱۹۳۱ ساخته شده بود، حمایت کرد. او همچنین ساختار اداری شهر را به نفع رژیم تغییر داد. رئیس پلیس وقت، هانس لانگلز، از حزب مرکزی، برکنار و به جای او فریتس وایتزل، فرمانده یگان اس‌اس، منصوب شد. در این دوره، بسیاری از مخالفان رژیم دستگیر، شکنجه یا کشته شدند.
در سال ۱۹۳۷، در چارچوب اقدام «هنر منحط»، آثار هنری بسیاری از موزه‌های شهر مصادره و نابود شد. در شب ۱۰ نوامبر ۱۹۳۸، معروف به شب شیشه‌ای، کنیسه‌های دوسلدورف در خیابان کازرنه و بنرات به آتش کشیده شدند و جمعیت یهودی شهر تحت تعقیب قرار گرفتند؛ حداقل ۱۸ نفر در این حادثه کشته شدند. اداره پلیس سیاسی دوسلدورف مسئول اخراج نزدیک به ۶۰۰۰ یهودی از کل منطقه دولتی بود. در ۲۷ اکتبر ۱۹۴۱، اولین قطار با ۱۰۰۳ یهودی دوسلدورف و نواحی اطراف از ایستگاه باربری درندورف به سمت اردوگاه‌های کار اجباری در لهستان تحت اشغال نازی‌ها فرستاده شد. بیش از ۲۲۰۰ یهودی دوسلدورف در این دوران کشته شدند.
در سال ۱۹۴۴، حدود ۳۵۰۰۰ کارگر غیرنظامی خارجی، هزاران اسیر جنگی و زندانیان اردوگاه‌های کار اجباری در حدود ۴۰۰ اردوگاه دوسلدورف به کار اجباری مشغول بودند.
از سال ۱۹۸۷، یادبود قربانیان نازیسم در دوسلدورف در محل سابق اداره پلیس شهر قرار دارد. همچنین مکان‌های زیادی در دوسلدورف به یاد قربانیان این دوره ایجاد شده است.

#### جنگ‌جهانی دوم
در طول جنگ جهانی دوم، اولین بمباران‌های دوسلدورف در سال ۱۹۴۰ صورت گرفت. اولین حمله گسترده در شب ۱ اوت ۱۹۴۲ رخ داد. حملات هوایی متفقین تا سال ۱۹۴۵ بیش از ۵۰۰۰ نفر از غیرنظامیان را به کام مرگ کشاند. نیمی از ساختمان‌های شهر نابود و حدود ۹۰ درصد آن‌ها آسیب دیدند. تمامی پل‌های رود راین، اکثر خیابان‌ها، سدهای آب، شبکه‌های زیرزمینی و فاضلاب شهر به شدت تخریب شدند. میزان آوارها حدود ده میلیون متر مکعب تخمین زده شد. از ۲۸ فوریه ۱۹۴۵، دوسلدورف به خط مقدم جنگ تبدیل شد و تحت آتش مداوم نیروهای آمریکایی از سمت چپ رود راین قرار گرفت و تا مارس به‌طور کامل محاصره شد.
در آوریل ۱۹۴۵، گروهی از مخالفان نازی به رهبری کارل آگوست ویدنهوفن تلاش کردند تا با حمایت فرانز یورگنس (فرمانده پلیس شهر)، آگوست کورنگ رئیس پلیس دوسلدورف را دستگیر کنند و شهر را بدون جنگ به متفقین تسلیم کنند. این تلاش ابتدا موفق بود اما سپس به دشمنان لو رفت. پس از آزادی آگوست کورنگ توسط نیروهای وفادار به فریدریش کارل فلوریان، فرمانده حزب نازی، که پنج نفر از اعضای مقاومت از جمله فرانس یورگنس را اعدام کرد، دو عضو باقی‌مانده از گروه مقاومت، کارل آگوست ویدنهوفن و آلویس اودنتال، موفق به فرار شدند. آنها توانستند با نیروهای آمریکایی که از سمت شرق به شهر نزدیک می‌شدند تماس بگیرند و از یک حملهٔ هوایی بزرگ که برای تخریب نهایی شهر آماده شده بود، جلوگیری کنند.

#### جمهوری فدرال آلمان
پس از جنگ جهانی دوم با تأسیس ایالت نوردراین-وستفالن در سال ۱۹۴۶، شهر دوسلدورف به عنوان پایتخت این ایالت تعیین شد.

## شهر قدیمی دوسلدورف (Altstadt)

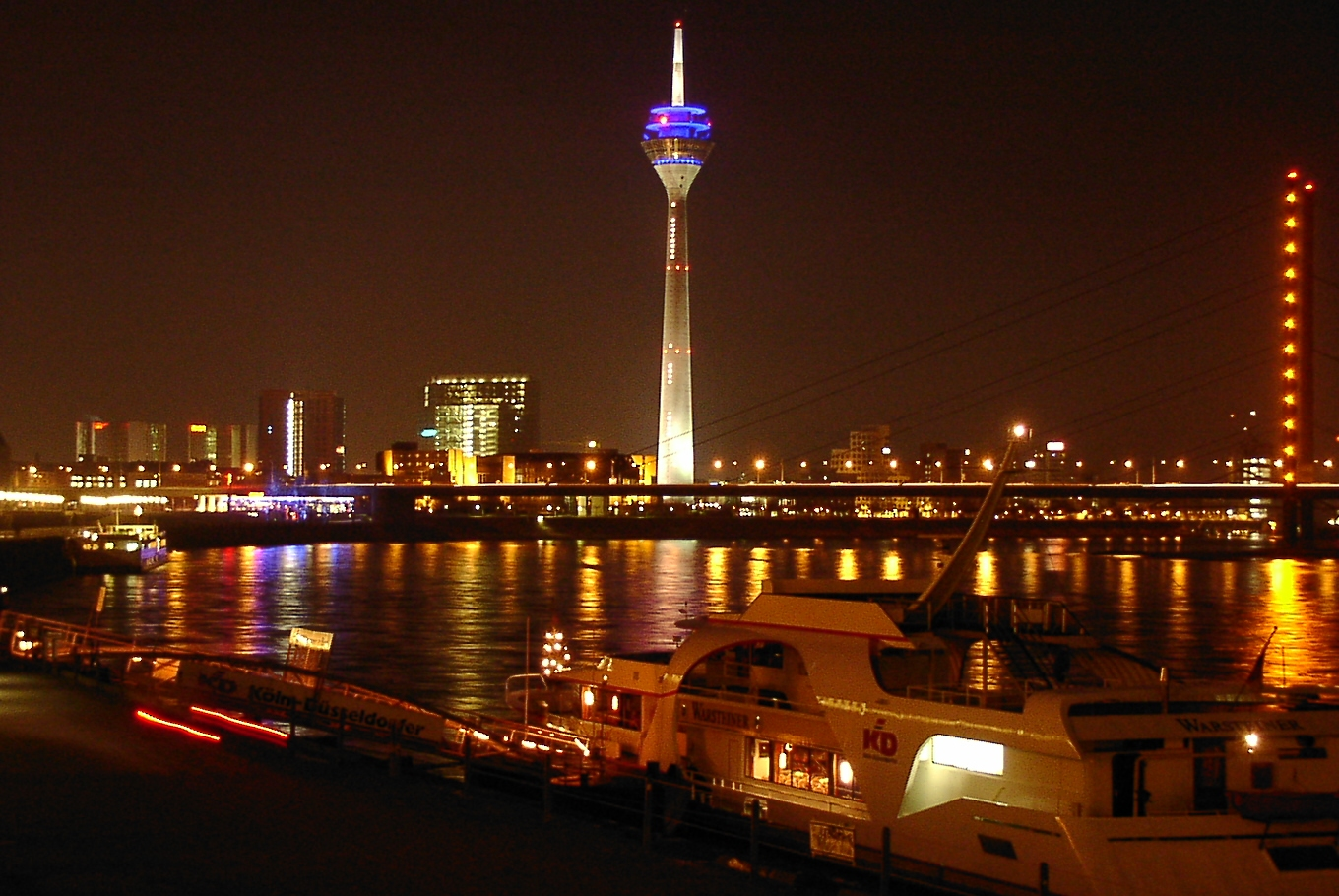
نمایی از دوسلدورف در شب

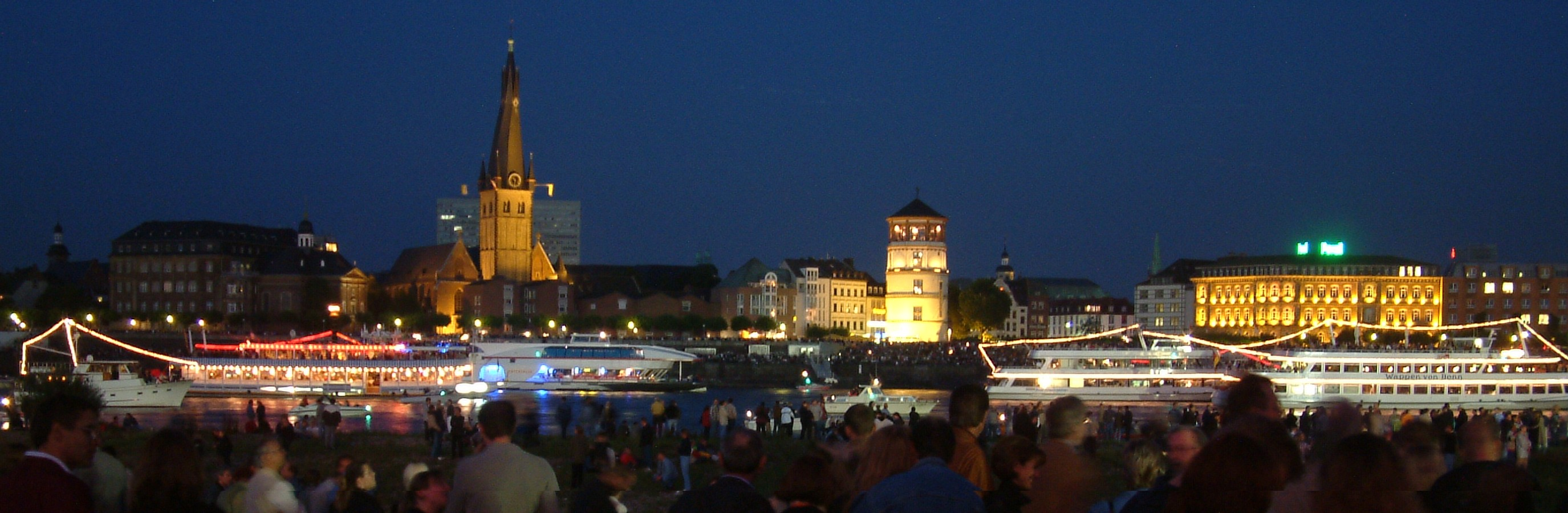
نمایی از آلتشتاد دوسلدورف

این قسمت از شهر دوسلدورف محل تفریح و گردش برای توریست‌های خارجی و داخلی و اهالی خود شهر می‌باشد. می‌گویند اگر تمام بارهای (میز بلند در یک کافه که در جلوی آن از مشتری پذیرائی می‌شود) کافه‌های این شهر قدیمی را به‌هم وصل نمایند، بلندترین بار دنیا خواهد شد. اهالی شهر بدین گونه از شهر خودشان تعریف و تبلیغ می‌کنند.

بندر شهر دوسلدورف کنار شهر قدیمی در رودخانه راین در طول ۱۰ سال گذشته از نظر شهرسازی و تجارت پیشرفت زیادی کرده است. سه ساختمان ۱۰ تا ۱۵ طبقه از آرشیتکت معروف گِری (Gehry) نزدیک برج تلویزیون شهر چشمگیر هستند. این سه ساختمان به صورت کج و روبندی‌های مختلف ساخته شده‌اند که از آرشیتکت عادی متفاوت هستند.

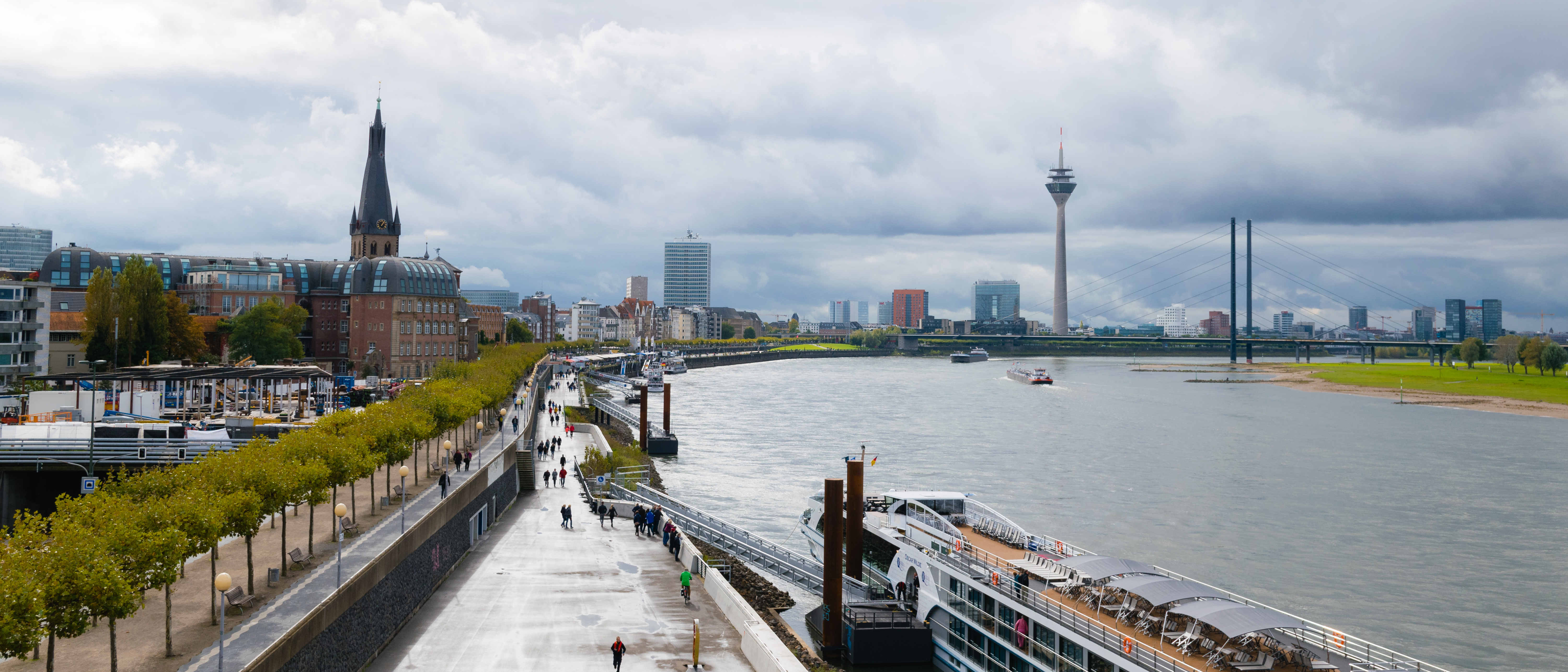
نمای پانورامای شهر دوسلدورف با چشم‌اندازی به سمت جنوب، شامل رود راین و (از سمت چپ) برج کلیسای سنت لامبرتوس، ساختمان مرتفع مانس‌مان، برج راین و پل زانوی راین.

## شهرهای خواهر
دوسلدورف با شهرهای زیر خواهر است:
- کمنیتس، آلمان[۱۴]
- چونگ کینگ، چین[۱۴]
- حیفا، اسراییل[۱۴][۱۵]
- مسکو، روسیه[۱۴]
- ردینگ، انگلستان، از ۱۹۴۷ (رسماً از ۱۹۸۸)[۱۴][۱۶]
- ورشو، لهستان[۱۴]
- امان، اردن

علاوه بر این، دوسلدورف با شهرهای زیر رابطه دوستانه دارد:
- پالما د مایورکا، اسپانیا
- لیلهامر، نروژ
- بلگراد، صربستان
- تولوز، فرانسه
- شیکاگو، ایلینوی، ایالات متحده آمریکا
- امان، اردن